# Bibel von St. Paul

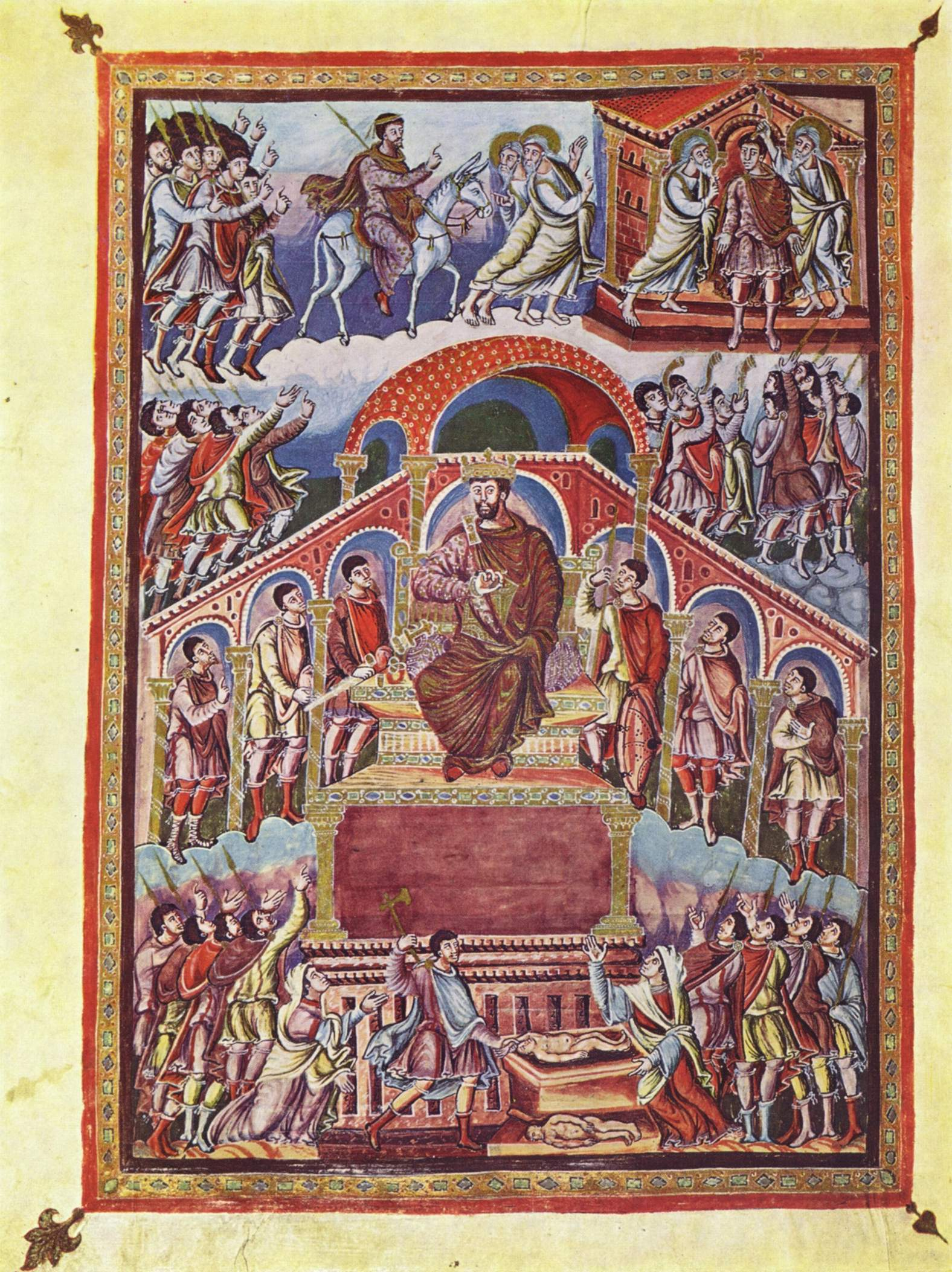
Frontispiz des Buches der Sprüche (fol. 180^{v}), König Salomo

Die Bibel von St. Paul (auch Bibel Karls des Kahlen oder Bibel von San Paolo) ist eine karolingische Bilderhandschrift, die um 870 in der Hofschule Karls des Kahlen entstand. Wo diese nach der Zerstörung des Klosters St. Martin 853 zu lokalisieren ist, ist umstritten.

## Beschreibung
Die Bibel umfasst 337 gezählte Pergamentblätter, ihr Format beträgt 448 × 355 mm, die Ränder sind beschnitten. Der Codex enthält 24 Titelbildminiaturen, eines ist verloren. Das ursprünglich letzte Blatt ist verloren gegangen, bei den Restaurierungen 1646 und 1970–1981 wurden leere Blätter am Anfang und am Ende hinzugefügt. Der barocke Einband geht auf die von Abt Giovita De Rubeis (Iovita Roscius Romanus) in Auftrag gegebene Restaurierung zurück, an die auch das erste Blatt der Handschrift erinnert, auf dem nach dem Muster einer Inschrift eine entsprechende Widmung mit Goldtinte in Capitalis rustica eingetragen ist. Als nächstes Blatt folgt das Widmungsbild mit der Darstellung eines thronenden Kaisers.
Der Text ist auf einzelnen Zierseiten mit Goldtinte auf Purpurgrund geschrieben, die Titel in Capitalis rustica und auch Capitalis quadrata für die Incipits, der Evangelientext und die Kommentare des Hieronymus zweispaltig in karolingischer Minuskel, im ersten Teil der Handschrift mit violetter Tinte. Die Generatio Christi zu Beginn des Matthäusevangeliums ist auf fol. 262r mit Silbertinte und goldenen Anfangsbuchstaben auf Purpurgrund eingetragen, der allerdings nicht das ganze Blatt bedeckt, sondern nur den für den Text nötigen Schriftraum. Als Schreiber nennt sich im Prolog, mit Goldtinte auf ungefärbtem Pergament geschrieben, ein Ingobertus ... scriba fidelis, nach Karl Ferdinand Werner wahrscheinlich ein Verwandter des Erzbischofs Hinkmar von Reims.

„Eius ad imperium devoti pectoris artus
Ingobertus eram referens et scriba fidelis“

Nach Bernhard Bischoff war Ingobert nicht der einzige Schreiber, aber wohl der Leiter eines gut organisierten und tüchtigen Skriptoriums.

## Besitzgeschichte
Der Codex ist als Gastgeschenk Karls des Kahlen für Papst Johannes VIII. wohl 875 nach Rom gekommen und zunächst an der Kurie geblieben. Dort wurde auf fol. 2r im 11. Jahrhundert die Eidesformel eingetragen, die Robert Guiskard 1080 in Ceprano beschwor, allerdings nicht in der endgültigen Fassung, sondern als Entwurf, wie sich aus den Textvarianten ergibt.
Heute befindet sich die Handschrift in der römischen Abtei San Paolo fuori le mura (ohne Signatur). Dort ist sie seit dem 16. Jahrhundert nachweisbar, in einem Inventar von 1641 wird sie als Geschenk Karls des Großen bezeichnet. Aus einer 1822 angefertigten Notiz von Abt Carlo Altieri, deren Vorlagen verloren sind, geht hervor, dass die Handschrift auf Anordnung des Papstes Pius IV., zu der Giovanni Morone geraten hatte, an Marcantonio Amulio, den Kardinalbibliothekar, für textkritische Studien zur Bibel ausgeliehen und nach einigen Jahren wieder zurückgegeben worden war und erneut ihren Platz in der Sakristei der Basilika gefunden hatte. 1685 konnte Jean Mabillon auf seiner Studienreise durch Italien die Handschrift untersuchen, die ihn aus paläographischen Gründen interessierte. Auf Seite 52 seines 1687 erstmals veröffentlichten Iter Italicum erwähnt er, dass man in Rom heftig diskutiere, ob das Herrscherbild in der Handschrift Karl den Großen oder Karl den Kahlen darstelle. Er selbst nimmt zu dieser Frage keine Stellung.

## Galerie

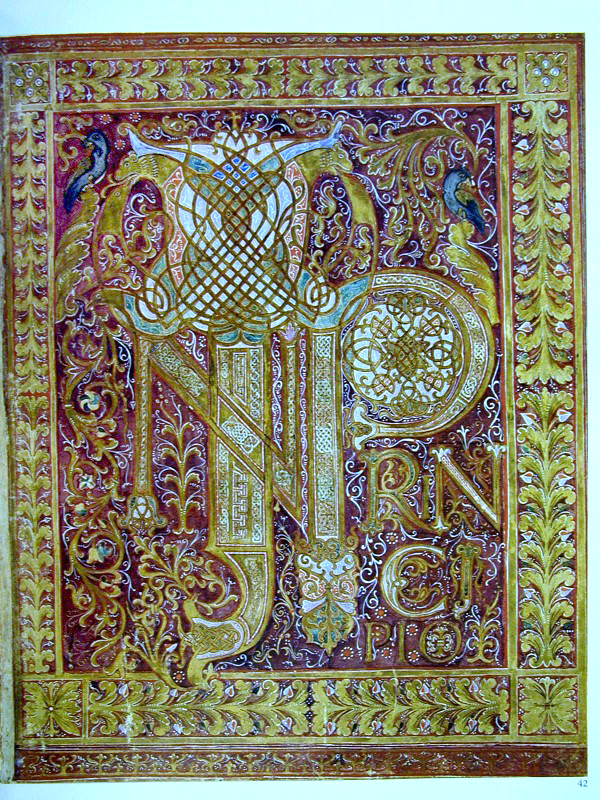
Frontispiz der Genesis
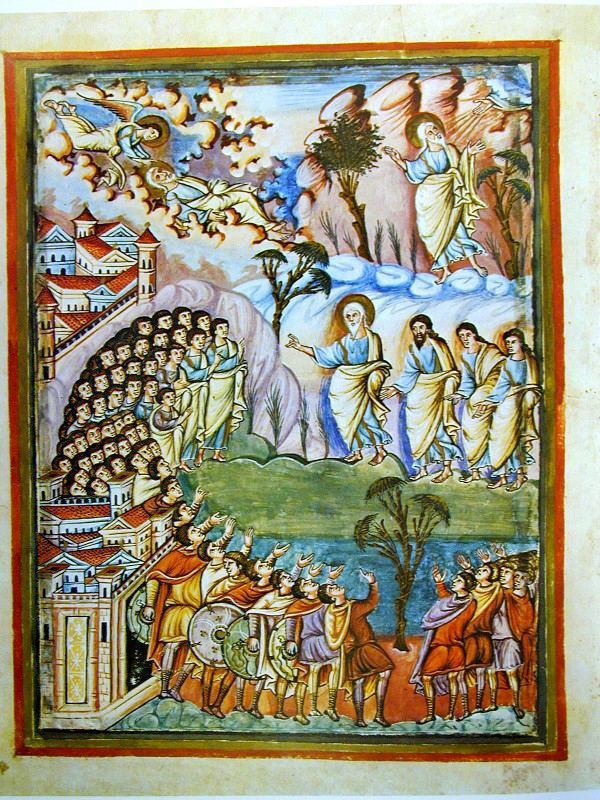
Frontispiz des Buches Deuteronomium (fol. 50r)
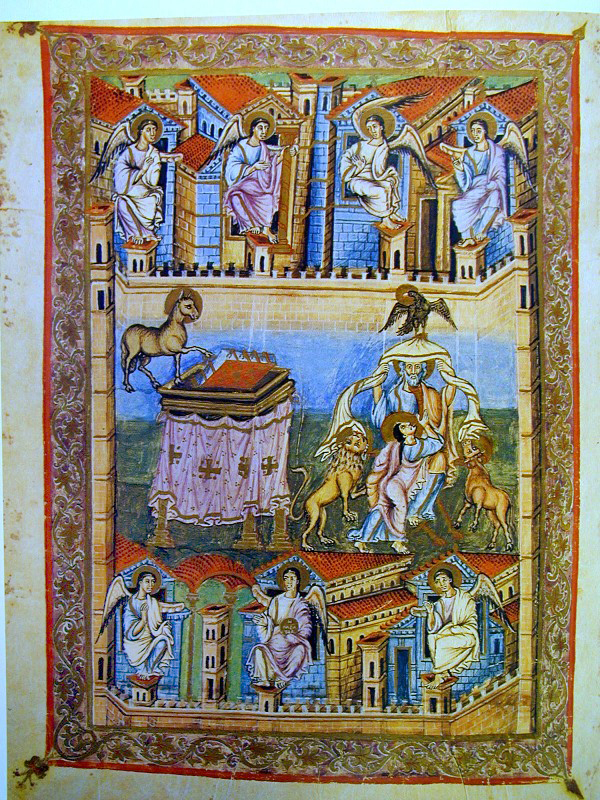
Frontispiz der Apokalypse